# Paruroconger drachi
Paruroconger drachi – gatunek morskiej ryby węgorzokształtnej z rodziny kongerowatych (Congridae). Reprezentuje monotypowy rodzaj Paruroconger. Został opisany naukowo przez Jacques’a Blache'a i Marie-Louise Bauchot w 1976 na podstawie jednego osobnika złowionego w Oceanie Atlantyckim u wybrzeży Kongo. Holotyp ma 41,5 cm  długości całkowitej (TL). 
Gatunek ten figuruje w Czerwonej księdze gatunków zagrożonych Międzynarodowej Unii Ochrony Przyrody (IUCN), pod nazwą Uroconger drachi, w kategorii DD (brak danych).